# Credex Bank
Credex Bank (fosta Porsche Bank România) este o bancă românească înființată în 27 septembrie 2004.

## Istorie
În martie 2022, a existat o încercare de achiziție a Porsche Bank de către Dan Ostahie, proprietarul Altex, însă acesta a fost blocat de BNR.
Începând cu data de 1 octombrie 2022, Porsche Finance Group România a început reorganizarea operațiunilor sale, creditele cu dobândă fixă au fost transferate din portofoliul Porsche Bank Romania S.A. în cel al Porsche Leasing Romania S.A., care astfel a dobândit calitatea de creditor în relația contractuală cu clienții.
Începând cu 1 august 2024, banca a fost preluată de un nou investitor după aprobarea BNR.

## Servicii
Porsche Bank România oferă o gamă largă de produse și servicii financiare, cum ar fi credite auto, leasing financiar și operațional, asigurări și gestionarea flotelor auto. În plus, se concentrează pe oferirea de soluții financiare personalizate pentru a îndeplini nevoile specifice ale clienților.